# مشرف (تعليم)
في نظام التعليم الأمريكي، المشرف أو المشرف على المدارس هو المسؤول أو المدير المسؤول عن عدد من المدارس العامة أو منطقة مدرسية، وهي هيئة حكومية محلية تشرف على المدارس العامة. جميع مديري المدارس في منطقة مدرسية معينة يقدمون تقاريرهم إلى المشرف.
يختلف دور وصلاحيات المشرف بين المناطق وفقًا لشارب ووالتر، فإن الرأي السائد هو أن "الدور الأكثر أهمية لمجلس التعليم هو تعيين المشرف عليه".